# Takayuki Kiyōka
Takayuki Kiyōka (清岡 卓行), né le 9 juin 1922 à Dalian en Chine où il a passé sa jeunesse du temps où la ville était une concession territoriale, mort le 3 juin 2006 à Tokyo, est un romancier et poète japonais.

## Biographie
Kiyōka étudie la littérature française à l'Université de Tokyo où il se familiarise avec Arthur Rimbaud.
Son roman Akashiya no Dairen paru en 1969 décrit sa rencontre avec sa femme décédée. Ce roman lui vaut de remporter l'édition 1969 du prix Akutagawa.

## Œuvres
- 1959 Kōtta honō
- 1963 Nichijō
- 1969 Akashiya no Dairen
- 1970 Jojō no zensen
- 1971 Umi no hitomi
- 1986 Rito no kuni de